# Мифы Евбеи

## Топонимы
Но народов эвбейских, дышащих боем абантов,
Чад Эретрии, Халкиды, обильной вином Гистиеи,
Живших в Коринфе приморском и в Диуме, граде высоком
Стир населявших мужей, и народ, обитавший в Каристе,
Вывел и в бой предводил Элефенор, Ареева отрасль,
Сын Халкодонов, начальник нетрепетных духом абантов.
(Гомер. Илиада II 536—541, перевод Н. И. Гнедича)
- Абанты. Народ. Их прическу изобрел Тесей, спереди выстригая волосы[1].
- Абантида. Прежнее название Евбеи[2].
- Амаринф. Местечко на Евбее[3]. Города Амаринф и Карист входили в микенское время в Фиванское царство[4].
- Герест. Мыс на Евбее, посвящён Посейдону[5]. У которого погиб Миртил[6].
- Евбея. Остров[7].
- Евбеяне. Жители[8].
- Каферей (Ксилофаг). Гора[9].
- Кеней. Мыс на Евбее. Геракл воздвиг алтарь Зевсу Кенейскому после похода на Эхалию. Там же он надел плащ с кровью Несса[10]
- Ксилофаг. Гора. См. Каферей.
- Макист. Гора на Евбее[11].
- Макрида. Прежнее название Евбеи[12].
- Флегии. Племя[13]. По Евфориону, нечестивый островной народ, их уничтожил Посейдон[14].
- Эллопиеи. Народ[15].
- Эхалия. Город на Евбее, о нём Креофил написал в поэме о Геракле[16]. Селение около Эретрии[17]. Согласно Гекатею, Эхалия была в Скионе, части Эретрии[16].

## Царские династии
- Абант (сын Посейдона).
- Алкиона. Жена Халкодонта, мать Элефенора[8].
- Амаранф. Сын Абанта, охотник с Евбеи. Его любила Артемида. Он оскорбил Посейдона, и тот послал волну, утопившую его. Артемида превратила его в цветок.en:Amaranthus (mythology)
- Аретуса. Дочь Нерея, родила от Посейдона Абанта[18].
- Гесиона.[19] Жена Навплия (по версии Керкопа)[20].
- Именарета. По версии, жена Халкодонта, мать Элефенора[21].
- Каниф. Сын Абанта, отец аргонавта Канфа. С Евбеи[22]. Эпоним горы на Евбее[23].
- Канф.
- Климена. Дочь Катрея. Жена Навплия, мать Паламеда[24].
- Клитоний. Сын Навбола, отец Навплия[25].
- Навплий (сын Клитония).
- Навплий (сын Посейдона).
- Навсимедонт. Сын Навплия и Климены[20].
- Ойак. (Эак.) Сын Навплия и Климены[26]., враг Агамемнона[27]. Чтобы отомстить за брата, солгал Клитеместре, что Агамемнон везет с собой Кассандру как наложницу[28]. См. Комментарий В. Н. Ярхо в кн. Аристофан. Комедии. М., 1954. В 2 т. Т.2. С.488.
- Паламед.
- Филира. Жена Навплия (по версии поэмы «Возвращения»)[20].
- Халкодонт.
- Элефенор.

## Другие лица
- Агелай. Сын Евенора, спутник Акаманта (сына Тесея)[29].
- Агрей. Сын Аполлона и Евбеи[30].
- Алкафой. Из Кариста. Защитник Фив. Убит Амфиараем[31].
- Геллоп. (Эллоп.) Сын Иона (либо брат Аикла и Кофа). Основал Геллопию — местечко в Гистиеотиде близ горы Телефрия[32]. «Жилищем Эллопа» именуется абантская Макрина, то есть Евбея[33].
- Герест. Киклоп[34].
- Евбея. Дочь Макарея. Родила от Аполлона Агрея[30].
- Евбея.
- Еврит. Ахейский воин. Спутник Элефенора. Участник Троянской войны. Убит Еврипилом[35].
- Каллисфен. Некий персонаж с Евбеи. Убил свою дочь по предсказанию ради спасения родины[36]. Возможно, исторический персонаж.
- Комба. Мать семи евбейских корибантов[37].
- Коф (Kothos). Сын Ксуфа[38]. Упомянут вместе с Дримасом и Кринаком. По Страбону, варварское имя[39]. После троянской войны отправился из Афин и заселил Халкиду на Евбее[40], купив землю у детей эолийцев, владевших Евбеей[38].
- Крий. По версии, царь Евбеи, отец разбойника Пифона[41].
- Лам. С Евбеи. Защитник Фив. Убит Партенопеем[42].
- Лихас.
- Менетий. Ахейский воин. Спутник Элефенора. Участник Троянской войны. Убит Еврипилом[35].
- Мирто. Некая женщина. По евбейской версии, от неё названо Миртойское море[43].
- Экл. (Аикл, Aiklos). Сын Ксуфа[38]. После Троянской войны отправился из Афин с братом Кофом и заселил Эретрию на Евбее[40]. По Страбону, варварское имя[39].
- Эретрией. Из Макиста в Трифилии. По версии, основал Эретрию на Евбее[44].

## Эхалия
В греческой традиции существует несколько версий локализации Эхалии. В данной статье принята версия, согласно которой Эхалия находилась на Евбее.
- Антиопа. Дочь Пилона, жена Еврита, царя Эхалии. Мать Клития и Ифита[46]. См. Антиоха.
- Антиоха. Из рода Навбола. Жена Еврита, мать Иолы и сыновей[47].
- Деион. Сын Еврита и Антиохи[47]. Женился на Перигуне, дочери Синида[48]. en:Deioneus
- Еврит (сын Меланея).
- Ифит (сын Еврита).
- Клитий (сын Еврита).
- Молион. Сын Еврита. Убит Гераклом при взятии Эхалии[49].
- Стратоника. Дочь Порфаона и Лаофои. Спутница нимф. Аполлон увел её и дал в жены своему сыну Меланею, она родила сына Еврита[47].
- Токсей. Сын Еврита и Антиохи (либо от Ареса)[47]. Убит Гераклом при взятии Эхалии[50].

См. также:
- Гилас. По версии, из Эхалии.